# Stefan Dörflinger
Stefan Dörflinger   (Nagold, 23 de desembre de 1948) és un antic pilot de motociclisme suís d'origen alemany, quatre vegades Campió del Món entre el 1982 i el 1985.
Els seus dos primers títols els guanyà en l'antiga categoria de 50cc i els dos darrers, en la de 80cc. Dörflinger fou el primer campió d'aquesta efímera categoria, creada per la FIM el 1984 com a substituta de la de 50cc. La seva llarga carrera esportiva dins el mundial va durar 18 temporades. El 2019 va ser nomenat MotoGP Legend.

## Trajectòria esportiva
Nascut a Alemanya, emigrà amb els seus pares a Suïssa durant la dècada del 1950. Dörflinger va començar a córrer en motocicleta el 1970 i va obtenir els seus primers punts al campionat del món al Gran Premi de les Nacions de 1973, acabant la cursa de 50cc en desè lloc amb una Kreidler. Amb la mateixa moto, aquell any va ser tercer al Gran Premi de Iugoslàvia, una classificació que li va permetre acabar la temporada en onzena posició final.
Dörflinger va continuar competint com a privat en les classes de 50 i 125cc fins al 1978, en què va esdevenir pilot oficial de Van Veen, l'importador de Kreidler als Països Baixos. La seva primera victòria en Gran Premi va ser al GP de Bèlgica de 1980, any en què va acabar subcampió al mundial de 50cc darrere d'Eugenio Lazzarini. La temporada de 1982 va ser la del seu primer títol mundial en 50cc, títol que va revalidar la temporada següent amb una Krauser.
De cara al 1984, Dörflinger va fitxar per Zündapp per a competir a la nova classe de 80cc. Amb victòries als Grans Premis d'Àustria, Alemanya Occidental, Iugoslàvia i Bèlgica va obtenir el campionat per davant del seu company d'equip Hubert Abold i de Pier Paolo Bianchi. Quan Zündapp va fer fallida a finals d'any, el seu departament de curses va ser assumit per Krauser: el suís va revalidar-hi el seu títol de campió del món per quarta vegada consecutiva.
A partir de 1986, Dörflinger va començar a patir el domini de Derbi en la cilindrada dels 80cc, acabant en tercera posició del mundial per darrere d'Aspar i Champi Herreros. Les temporades següents va obtenir un quart lloc (1987), un de tercer (1988) i un subcampionat (1989). Dörflinger es va retirar de la competició el 1990, a més de quaranta anys, arran dels mals resultats obtinguts durant la temporada, en què amb una Aprilia 125 no havia aconseguit cap punt.
Amb el seu campionat de 1985, a 36 anys, Dörflinger és el pilot més vell en haver guanyat mai el títol mundial de 80cc i amb la seva darrera victòria en Gran Premi, a 39 anys, és també el més vell a haver guanyat un Gran Premi en aquesta cilindrada en la història del campionat del món.

## Resultats al Mundial de motociclisme
Barem de puntuació de 1969 a 1987:
| Posició | 1  | 2  | 3  | 4 | 5 | 6 | 7 | 8 | 9 | 10 |
| Punts   | 15 | 12 | 10 | 8 | 6 | 5 | 4 | 3 | 2 | 1  |

Barem de puntuació de 1988 a 1991:
| Posició | 1  | 2  | 3  | 4  | 5  | 6  | 7 | 8 | 9 | 10 | 11 | 12 | 13 | 14 | 15 |
| Punts   | 20 | 17 | 15 | 13 | 11 | 10 | 9 | 8 | 7 | 6  | 5  | 4  | 3  | 2  | 1  |

(Ids. Grans Premis | Llegenda) (Curses en negreta indiquen pole; curses en  itàlica indiquen volta ràpida)
| Any  | Categoria | Equip       | 1       | 2       | 3       | 4       | 5       | 6       | 7       | 8       | 9       | 10      | 11      | 12      | 13      | 14      | Punts | Posició |
| ---- | --------- | ----------- | ------- | ------- | ------- | ------- | ------- | ------- | ------- | ------- | ------- | ------- | ------- | ------- | ------- | ------- | ----- | ------- |
| 1973 | 50cc      | Kreidler    |         |         | GER 12  | NAT 10  |         | YUG 3   | NED -   | BEL 11  |         | SWE Ret |         | ESP -   |         |         | 11    | 11è     |
| 1974 | 50cc      | Kreidler    | FRA 7   | GER DNS |         | NAT Ret |         | NED 5   | BEL 9   | SWE 9   | FIN 5   | CSR Ret | YUG 3   | ESP 6   |         |         | 25    | 9è      |
| 1974 | 250cc     | Yamaha      |         | GER -   |         | NAT -   | TTD -   | NED -   | BEL Ret | SWE 18  | FIN 24  | CSR Ret | YUG -   | ESP -   |         |         | 0     | -       |
| 1975 | 50cc      | Kreidler    |         | ESP 3   |         | GER 6   | NAT 3   |         | NED Ret | BEL 11  | SWE -   | FIN Ret |         | YUG 5   |         |         | 31    | 6è      |
| 1976 | 50cc      | Kreidler    | FRA 3   |         | NAT 5   | YUG 4   |         | NED 14  | BEL 10  | SWE Ret | FIN Ret |         | GER -   | ESP -   |         |         | 25    | 8è      |
| 1976 | 125cc     | Morbidelli  |         | AUT -   | NAT Ret | YUG 4   |         | NED 5   | BEL 7   | SWE DNS | FIN 6   |         | GER -   | ESP -   |         |         | 23    | 9è      |
| 1977 | 50cc      | Kreidler    |         |         | GER Ret | NAT 7   | ESP 5   |         | YUG Ret | NED 5   | BEL Ret | SWE 4   |         |         |         |         | 24    | 6è      |
| 1977 | 125cc     | Morbidelli  | VEN -   | AUT 5   | GER Ret | NAT 9   | ESP Ret | FRA Ret | YUG Ret | NED 6   | BEL 7   | SWE 7   | FIN 5   |         | GBR 6   |         | 32    | 9è      |
| 1978 | 50cc      | Kreidler    |         | ESP Ret |         |         | NAT 5   | NED -   | BEL 3   |         |         |         | GER 4   | CSR Ret | YUG Ret |         | 24    | 6è      |
| 1978 | 125cc     | Morbidelli  | VEN -   | ESP 14  | AUT 13  | FRA 12  | NAT 9   | NED -   | BEL Ret | SWE 12  | FIN 5   | GBR 6   | GER 7   |         | YUG 12  |         | 17    | 13è     |
| 1979 | 50cc      | Kreidler    |         |         | GER Ret | NAT Ret | ESP 5   | YUG Ret | NED Ret | BEL DNS |         |         |         |         | FRA 2   |         | 18    | 10è     |
| 1979 | 125cc     | Morbidelli  | VEN -   | AUT -   | GER Ret | NAT Ret | ESP 8   | YUG 3   | NED 6   | BEL DNS | SWE Ret | FIN 4   | GBR 4   | CSR Ret | FRA 10  |         | 35    | 10è     |
| 1980 | 50cc      | Kreidler    | NAT 5   | ESP 2   |         | YUG 2   | NED 2   | BEL 1   |         |         |         | GER 1   |         |         |         |         | 72    | 2n      |
| 1980 | 125cc     | Morbidelli  | NAT 17  | ESP 9   | FRA 13  | YUG 5   | NED Ret | BEL Ret | FIN 7   | GBR Ret | CSR 10  | GER 18  |         |         |         |         | 13    | 12è     |
| 1981 | 50cc      | Kreidler    |         |         | GER 1   | NAT 2   |         | ESP 2   | YUG 2   | NED Ret | BEL -   | RSM -   |         |         |         | CSR Ret | 51    | 3r      |
| 1981 | 125cc     | MBA         | ARG -   | AUT -   | GER 2   | NAT 6   | FRA 11  | ESP 7   | YUG 5   | NED -   |         | RSM -   | GBR -   | FIN Ret | SWE -   |         | 27    | 11è     |
| 1982 | 50cc      | Kreidler    |         |         |         | ESP 1   | NAT 1   | NED 1   |         | YUG 2   |         |         |         |         | SNR 2   | GER 2   | 81    | 1r      |
| 1982 | 125cc     | Krauser-MBA | ARG -   | AUT Ret | FRA -   | ESP Ret | NAT Ret | NED Ret | BEL Ret | YUG 8   | GBR 11  | SWE -   | FIN Ret | CSR Ret |         |         | 3     | 23è     |
| 1983 | 50cc      | Krauser     |         | FRA 1   | NAT 11  | GER 1   | ESP 2   |         | YUG 1   | NED 2   |         |         |         | RSM 2   |         |         | 81    | 1r      |
| 1983 | 125cc     | MBA         |         | FRA 13  | NAT Ret | GER 12  | ESP Ret | AUT -   | YUG 8   | NED 11  | BEL 11  | GBR -   | SWE -   | SMR -   |         |         | 3     | 23è     |
| 1984 | 80cc      | Zündapp     |         | NAT 2   | ESP 7   | AUT 1   | GER 1   |         | YUG 1   | NED Ret | BEL 1   |         |         | RSM 5   |         |         | 82    | 1r      |
| 1985 | 80cc      | Krauser     |         | ESP 2   | GER 1   | NAT 3   |         | YUG 1   | NED 2   |         | FRA 2   |         |         | RSM 3   |         |         | 86    | 1r      |
| 1986 | 80cc      | Krauser     | ESP 9   | NAT 1   | GER 2   | AUT 5   | YUG 2   | NED 5   |         |         | GBR 2   |         | RSM 6   | BWU 2   |         |         | 82    | 3r      |
| 1987 | 80cc      | Krauser     |         | ESP Ret | GER 3   | NAT 3   | AUT Ret | YUG 2   | NED 3   |         | GBR -   |         | CSR 1   | RSM 2   | POR 5   |         | 75    | 4t      |
| 1988 | 80cc      | Krauser     |         |         | ESP 1   | EXP 4   | NAT 2   | GER Ret |         | NED Ret |         | YUG 6   |         |         |         | CSR 2   | 77    | 3r      |
| 1988 | 125cc     | Honda       |         |         | ESP 14  |         | NAT Ret | GER Ret | AUT Ret | NED Ret | BEL -   | YUG DNQ | FRA Ret | GBR Ret | SWE 17  | CSR Ret | 2     | 37è     |
| 1989 | 80cc      | Krauser     |         |         |         | ESP 2   | NAT 5   | GER 5   |         | YUG 3   | NED 3   |         |         |         |         | CSR 5   | 80    | 2n      |
| 1989 | 125cc     | Aprilia     | JPN Ret | AUS Ret |         | ESP Ret | NAT Ret | GER 16  | AUT Ret |         | NED Ret | BEL Ret | FRA DNQ | GBR Ret | SWE DNQ | CSR DNQ | 0     | -       |
| 1990 | 125cc     | Aprilia     | JPN 23  | ESP Ret | NAT DNQ | GER Ret | AUT 27  | YUG DNQ | NED DNQ | BEL Ret | FRA DNQ | GBR DNQ | SWE DNQ | CZE Ret | HUN Ret | AUS -   | 0     | -       |